# Leigrijze miervogel
De leigrijze miervogel (Myrmelastes schistaceus) is een zangvogel uit de familie Thamnophilidae (miervogels).

## Verspreiding en leefgebied
Deze soort komt voor in zuidoostelijk Colombia, noordoostelijk Ecuador, oostelijk Peru en westelijk-centraal Brazilië.

## Status
De grootte van de populatie is niet gekwantificeerd maar de soort wordt omschreven als schaars. Op de Rode lijst van de IUCN heeft deze soort de status niet bedreigd.